# Tower Fifth
La Tower Fifth è un grattacielo proposto per essere costruito nella città di New York. Il grattacielo, sviluppato dallo studio di ingegneria Macklowe Properties. Con un'altezza di oltre 470 metri diventerebbe il secondo edificio più alto di New York.

## Storia
I piani per la struttura sono stati rivelati per la prima volta a gennaio 2019, e lo sviluppatore ha continuato ad acquistare edifici per creare un assemblaggio nel 2019, chiudendo un edificio a marzo e continuando a osservare gli edifici a giugno. I permessi di demolizione sono stati depositati per la prima volta in aprile.

## Facciata
La facciata della Tower Fifth è progettata da Gensler e presenterebbe un sistema a cavità chiusa che riduce il guadagno di calore solare del 70 percento. L'ammasso della struttura è coerente per la maggior parte dell'elevazione fino a quando non raggiunge un ponte di osservazione a sbalzo composto da più piani nella parte superiore.